# 하성초등학교
하성초등학교는 대한민국 경기도 김포시 하성면 마곡리에 있는 공립 초등학교이다.

## 학교 연혁
| 1927년 | 6월 1일   | 하성공립보통학교(4년제) 개교설립인가 4월 29일 |
| 1938년 | 4월 1일   | 하성공립심상소학교로 개명                     |
| 1941년 | 4월 1일   | 하성공립국민학교(6년제)로 개명                |
| 1984년 | 3월 20일  | 병설유치원 개원                               |
| 1984년 | 10월 25일 | 본관 2층 8개 교실 개축                        |
| 1992년 | 2월 14일  | 강당 개축 준공                                |
| 1996년 | 3월 1일   | 하성초등학교로 개명                           |
| 2000년 | 12월 15일 | 본관 3층 3개 교실 증축                        |
| 2003년 | 10월 25일 | 환경개선사업완료                              |
| 2004년 | 6월 22일  | ‘지혜의 문을 열자’ 하성도서관 개관            |
| 2010년 | 7월 9일   | 특별교실 증축공사 6개 교실 준공               |
| 2012년 | 9월 19일  | 급식실 식당 천정 배수관 설치 공사             |
| 2013년 | 8월 27일  | 컴퓨터실 리모델링                             |
| 2014년 | 2월 14일  | 제84회 졸업 39명 (총 9,189명)                 |
| 2014년 | 3월 1일   | 15학급 편성(특수학급1, 유치원2)               |
| 2014년 | 8월 28일  | 교실 출입문 및 창호 교체                      |
| 2014년 | 10월 6일  | 화장실 시설 개조 공사                         |
| 2014년 | 10월 6일  | 통학로 보차도 분리공사                        |
| 2014년 | 10월 6일  | 울타리 개축공사                               |
| 2014년 | 10월 10일 | 초등학교 및 병설유치원 놀이터 조성            |
| 2015년 | 1월 19일  | 교사동 하수시설 정비                          |
| 2015년 | 2월 16일  | 병설유치원 바닥 보수 및 덕트 천공             |
| 2015년 | 3월 7일   | 외부환경 개선 아스콘 포장 공사                |
| 2015년 | 5월 2일   | 네트워크 신규 포설 공사                       |
| 2016년 | 1월 11일  | 교실 플로어링 공사(3.5실)                     |
| 2016년 | 2월 5일   | 제86회 졸업 31명 (총 9,266명)                 |
| 2016년 | 3월 1일   | 10학급 편성(특수학급1, 유치원1)               |
| 2016년 | 9월 1일   | 제22대 김준남 교장 취임                       |
| 2017년 | 2월 27일  | 본관 석면텍스 제거 및 친환경 자재 교체        |
| 2017년 | 2월 28일  | 본관 LED 전등 교체 공사                       |
| 2017년 | 3월 1일   | 9학급 편성(특수학급1, 유치원 1)               |

## 참고 자료
- 하성초등학교 - 한국교육학술정보원 학교알리미